# أحمد علي ناصر
أحمد علي ناصر. هو عسكري وشاعر يمني. ولد في عام 1933 في مدينة شبام كوكبان. درس القرآن واللغة العربية والتاريخ. ثم التحق بالمدرسة التحضيرية، حيث تم اختباره للالتحاق بالكلية الحربية[ ؟ ] في 1958. وفي 1960 تخرج من الكلية الحربية برتبة ملازم ثاني. حصل على بكلاريوس علوم عسكرية، وحصل على لسانس آداب إنجليزي من جامعة صنعاء، وحصل على دبلوم لغة روسية وفرنسية. بدأ كتابة الشعر في 1957، وتغنى بشعره العديد من الفنانين.

## مناصبه العسكرية
- قائد مظلية في كلية الطيران.
- قائد الحرس الوطني، ثم نائب قائد الحرس الوطني.
- مدير المخابرات الحربية.
- قائد لمنطقة ثلا (1963).
- مدير فرقة الاستطلاع (1966).
- قائد لواء الثورة (1967-1969).
- مدير دائرة الاقتصاد العسكري (1970).
- مدير معهد اللغات العسكري (1979-2002).
- مستشار رئاسة الأركان (2002).

## أعماله الأدبية
من أشهر قصائده
| القصيدة                | الملحن | المغني        |
| ---------------------- | ------ | ------------- |
| يمن المجد              |        |               |
| يفديك أرض اليمن        |        | علي قاسم مؤيد |
| بالكفاح والنضال والفدا |        |               |
| نحن أبناء اليمن        |        |               |